# パワーストーン (ゲーム)
『パワーストーン』(POWER STONE) は、1999年にカプコンが発売した3D対戦アクションゲーム。2000年に続編として『パワーストーン2』が発売されている。アーケードのシステム基板は第1作目、『2』ともNAOMIで、両作品ともドリームキャスト版も発売された。ドリームキャスト版の販売本数は136,918本。
2006年にはPlayStation Portable版が発売された他、2025年に発売された『カプコン ファイティング コレクション 2』には第1作目と『2』の両作品が収録されている。
1999年4月3日から9月25日までTBSにてテレビアニメも放送された。

## シリーズ
- パワーストーン（アーケード：1999年2月稼働、ドリームキャスト：1999年2月25日発売）
- パワーストーン2（アーケード：2000年4月稼働、ドリームキャスト：2000年4月27日発売）
- パワーストーン ポータブル（PlayStation Portable：2006年11月30日発売）

### コレクション作品
- カプコン ファイティング コレクション2（Nintendo Switch、PlayStation 4、Steam：2025年5月16日発売）

## ゲームシステム
パワーストーンの操作形態は1レバー+3ボタンで、3ボタンの内1つがジャンプ、他2つが各種の行動を起こすための物である（第1作目ではパンチとキック、『2』ではアタックとアクション）。3つのパワーストーンを揃えると、一定時間強力な姿に変身する。『2』ではステージによっては「空を飛ぶ」「海を泳ぐ」といった新アクションが追加され、飛行機や戦車などの乗り物も新たに登場する。
フィールド上にはいくつか（第1作目では3つ、『2』では7つ）のパワーストーンと呼ばれるアイテムが落ちており、これを拾うことで攻撃力などが上がるほか、3つ集めるとキャラクターが変身し一定時間強力な攻撃を使用することができる。
また、ほかにもフィールド上にアイテムが落ちており、これをアクションボタンで拾って使用することが可能。ドリームキャスト版のセーブデータを入れたメモリーカードを接続することで最高5つまで自分の好きなアイテムを持ち込むことができる。
対戦形式は第1作目では1対1であるが、『2』では4人が入り乱れたバトルロイヤルとなり、2人倒れたところで終了で生き残りが次のステージへ進む。
6年ぶりの新作『パワーストーン ポータブル』は第1作目と『2』の移植作品。レイティングはCERO：A（全年齢対象）。画面の大きさを変えたり、視点を変えたりできるようになっている。新アイテムやトレーニングモードも追加。第1作目のみのヴァルガス、クラーケンが『2』にも登場している。逆に『2』が初出のアクセル、ジュリア、グルマン、ピートが第1作目にも登場する。『2』では当時採用されなかったモード「ボンバーバトル」も新登場。アドホックモード、ゲームシェアリング対応（ゲームシェアリングは『2』のみ、また1人プレイのみ）。

## 登場キャラクター

### 1作目からのプレイヤーキャラクター
エドワード・フォッカー
主人公格のキャラクター。性別は男。職業は冒険家。フォッカー家に伝わる古の書物に書かれた「パワーストーン」を求めて世界を飛び回る。愛機の名はホッケンハイム号。キャラクター中平均的な能力で初心者にも扱いやすい。
アニメ版ではヴァルガスに憧れており、夢も格闘家という設定に変更されている。変身の際に使用するパワーストーンは赤色。最終話では、白いライトストーンによって白く輝く鎧の姿に変身した。最終話ではヴァルガスとの戦いが終った後、アポルスと共に新たな冒険へ旅立ったところで物語は終わりを迎える。
漫画版でもアニメに近い設定だが、年齢が引き下げられて少年寄りの青年になっている。最終回ではヴァルガスのビッグストーンを除く全てのパワーストーンによって白く輝く鎧の姿に変身した。
キャッチフレーズは「赤い疾風」。
重火器を武器にしている赤色鎧のアンドロイドに変身する。
パワードライブ、パワーフュージョン
- パワーミサイル
- パワーハリケーン（『1』のみ）
- パワーイクスプロージョン
- パワーロケット

ルージュ
性別は女。職業は占い師。放浪の女占い師で、水晶の輝きに誘われてパワーストーンを探す旅に出る。占いの当たる確率は200%の高さ。踊り娘としての顔も持つ。
キャッチフレーズは「灼熱の魔女」。
アニメ版では竜馬のことが気になっている。変身の際に使用するパワーストーンはオレンジ色。
漫画版ではフォッカーに助言を送る占い師として登場。最終回では実は水晶がパワーストーンだったと明かしてフォッカーに加勢した。
炎の髪の踊り娘の姿に変身する。
パワードライブ、パワーフュージョン
- 業火の吐息
- 絨毯爆撃
- 灼熱の罠
- 秘密の天国（『1』のみ）
- 魔人召喚
- 夢への誘い

ワンタン
性別は男。職業はクンフー修業家。拳法家で、免許皆伝の最後の試練は「この世のものとは思えぬ光を放つ玉」（パワーストーン）を探すこと。それを探すために修業の旅へ出る。性格は楽天家でとぼけている。
アニメ版では丁寧口調で争いを好まず、料理が得意。変身の際に使用するパワーストーンは緑色。
漫画版では4話目から登場。パワーストーンの力を制御するべくフォッカーと修行に励むが、クラーケンに敗北する。
キャッチフレーズは「連撃の昇竜」。
金髪の筋肉質に変身する。
パワードライブ、パワーフュージョン
- 龍牙弾
- 龍戴風（『1』のみ）
- 大龍玉
- 武天流舞（『1』のみ）
- 武天龍陣脚（『2』のみ）

竜馬
性別は男。職業は浪人。土佐弁で喋る。とある国の下級武士。自分の目で広い世界を見たいと思っている。性格は豪快。所持している刀は何でも一刀両断にする。『2』では「土佐嵐」という名刀を手に入れた。
アニメ版ではよく脱ぐうえにルージュに興味を持っており、フォッカーをライバル視している。変身の際に使用するパワーストーンは黄色。
漫画版では第1話から登場し、フォッカーに目を掛けたが、すれ違いを繰り返して3話目まで戦えなかった。
キャッチフレーズは「無頼の剣豪」。
カブトムシを模した銀色の鎧に身を包んだ武士に変身する。
パワードライブ、パワーフュージョン
- 雷刃剣
- 居合い斬（『1』のみ）
- 乱れ残刀
- 天地両断

あやめ
性別は女。職業は旅芸人。一座の看板娘。元気でお転婆な性格。実は忍者の家系で、殿様に渡された地図に書かれた「力石」（パワーストーン）を探して旅をしている。スピードはキャラクター中かなり速い。父と母と妹と祖母の家族。
アニメ版ではフォッカーのことが気になっており、菊ノ丞という女形の兄もいる。変身の際に使用するパワーストーンは水色。
漫画版では第2話でヴァルガスのカードを盗み、引き換えにフォッカーと戦う。しかし負けた後もカードは返さなかった。
キャッチフレーズは「桜花の舞姫」。
ピンク色のウサギを模した忍者服姿に変身する。
パワードライブ、パワーフュージョン
- 花手裏剣
- 桜花隠れ（『1』のみ）
- 百花繚乱
- 桜花の舞（『1』のみ）
- 百花斉放（『2』のみ）

ガンロック
性別は男。職業は鉱炭夫。鉱山で働いている。気のいい性格で、豪快な中年男性。鉱山仲間からパワーストーンの話を聞き、多くの鉱山を回って探している。ギャンブルが趣味。
アニメ版では5人の子供がおり、最終話ではさらにキャッシーとの間に3人の子供が生まれていた。変身の際に使用するパワーストーンは金色。
キャッチフレーズは「轟力重戦車」。
黄金のゴーレムに変身する。
パワードライブ、パワーフュージョン
- ガンガンロック
- ロック・ザ・クラッシュ（『1』のみ）
- ロックンロール
- アースクエイク

ジャック
性別は男。職業は持っておらず、「マンチェス」の街で殺人事件を起こす包帯姿の殺人鬼。光るものが大好きで、毎晩女性を襲っていた。ある日パワーストーンの噂を聞き、旅に出た。光るものが好きなのは故人である母親も好きだったから。刃物で切りつけることを好む。性格は冷酷で欲望が大きく無邪気。『2』ではジャンプキックができなくなったが、ジャックのみ唯一可能。虫のように這って移動をしたり、おかしな方向に関節などが曲がったり両腕が伸びたりする。
アニメ版では150年前に火事で一家全員が死んだという貴族「ウィンザー家」の生き残りで、包帯はその時の大火傷の名残り。殺人鬼ではなく、宝石泥棒になっている。変身の際に使用するパワーストーンはフォッカーと同じく赤色。
キャッチフレーズは「凶器の道化師」。
伸縮自在の腕と脚の先端に回転刃をもつロボットに変身する。
パワードライブ、パワーフュージョン
- ローリングスラッシュ（『1』のみ）
- ラウンドスラッシュ
- キラーダンス
- ミザリーレイン

ガルーダ
性別は男。職業は賞金稼ぎ。「ダルズタウン」に住むインディアン。強面で無口な見かけによらず優しい心を持っている。故郷の村が流行病に襲われ、それを救うためにパワーストーンを探している。「片腕の男」に復讐しようともしている。
アニメ版では族長の娘であるリリカと婚約者の間柄。変身の際に使用するパワーストーンは紫色。
キャッチフレーズは「誇高の荒鷲」。
トーテムポールにちなんだ、空を飛ぶことができる岩石の巨神兵に変身する。
パワードライブ、パワーフュージョン
- 裁きの光（『1』のみ）
- 天空の叫び
- 天罰の光
- 天空の雄叫び

### 1作目のボスキャラクター
アーケード版では使用できないが、ドリームキャスト版などの家庭用移植版で隠しキャラクターとして使用可能。
クラーケン
性別は男。中ボス。巨大な義手を持つ極悪海賊「キングオクトパス」の船長。性格はずるがしこく残忍。ガルーダの故郷を襲った張本人でもある。クラーケンの名の通り、義手の豊富な武器での攻撃が得意。トムソン、キングという仲間がいる。
アニメ版では手下にオクト&パスーの2人がいる。変身の際に使用するパワーストーンはあやめと同じく水色。
漫画では5話目に登場。フォッカーとワンタンを圧倒し、彼らを連行するものの、続く最終回でヴァルガスに呆気なく殺される。
キャッチフレーズは「蘇りし海賊船長」。
義手の強化された骸骨船長の姿に変身する。
パワードライブ、パワーフュージョン
- スカルガン
- スカルワイヤー
- スカルバキューム
- スカルソウル

ヴァルガス
性別は男。最終ボス。元軍人で、その姿は相手を震え上がらすほど。配下と共に、願いがかなうというパワーストーンを探す。強力なパワーを持つ。
アニメ版では格闘技のスターでフォッカーの憧れの存在。変身の際には、黒いダークストーンと呼ばれる石を使用していた。最期はフォッカーに敗れ、砕け散るダークストーンと共に消滅した。
漫画版では最終話で突然登場し、クラーケンを瞬殺。ビッグストーンという巨大な石で変身し、フォッカーたちも圧倒する。
キャッチフレーズは「地獄の軍隊長」。
青色の巨大な鬼のような姿に変身する。アニメ版では胸部の宝石の色が赤から黒に変更されている。
パワードライブ、パワーフュージョン
- パワーストーンエナジー
- ダイナマイトキック
- パワーストーンエナジーマキシマム
- メテオチェイン

ファイナルヴァルガス
真の最終ボス。アヴァロンアイランドにあった巨大なパワーストーンの力によってヴァルガスが醜い化け物と化した姿。頭部に僅かにヴァルガスの面影が残っているのみで、知性はもはや無く、敵をとことん叩き潰す。巨体であり、他のキャラクターとは多少操作が異なる。プレイヤーキャラクターとして使用できるのはVSモードのみで、同キャラクターでの対戦は不可。
アニメ版ではダークストーンを使用して自らこの姿に変化し、パワーアップしたフォッカーと死闘を繰り広げた。
漫画版ではこの形態になっておらず、通常の変身形態とフォッカーが激突する場面で終わっている。
常に変身状態なのでパワーストーンは無意味。

### 2作目からのプレイヤーキャラクター
アクセル
性別は男。凄腕のガンマンで、無法者に飛ばされて気を失っているところに気が付いたらパワーストーンを所持していた。強い正義の心を持つ。全キャラクター中一番スピードが速い。
キャッチフレーズは「さすらいのガンマン」。
車に似たボディを持つガンマンのロボットの姿に変身する。
パワードライブ、パワーフュージョン
- ビートアサルト
- クレイジーリボルバー
- ワイルドバズソー

グルマン
性別は男。ロイヤルヘブン号のコック長だが、本性は美食のためならどんな犠牲もいとわない悪の料理人。ある日、謎の浮遊城を見つけ、食材を捜し求める。
キャッチフレーズは「悪の料理人」。
変身するとコック姿の恐竜の姿になる。開発段階では絵描き歌の「かわいいコックさん」のような姿だった。
パワードライブ、パワーフュージョン
- フォール・エンタセル
- シェフ・ド・フランム
- プラ・ド・レジスタンス

ジュリア
性別は女。ホワイトパール家の一人娘。だが二重人格で、普段は優しいが裏には本人も知らない過激な性格を持っている。両親はパワーストーンで封じようとしたが、逆に奪われる。その後、家を飛び出して迷う。急いで家に帰ろうとしている。
キャッチフレーズは「秘密の小公女」。
変身すると裏の過激な性格が現れ、仮面をつけたSM嬢のような姿になる。
パワードライブ、パワーフュージョン
- 愛の奴隷
- 女王の悪戯
- 魅惑の回転木馬

ピート
性別は男。普通の人形だったのがパワーストーンによって意思を持った。夢は発明をしていろんな者を驚かすこと。とある国のとある家のおもちゃだった。
キャッチフレーズは「発明少年」。
ブリキのロボットの姿に変身する。
パワードライブ、パワーフュージョン
- エナジーショット
- トイパレード
- プロペラドリーム
- エレクトリックスフィア
- エレクトリックピラー

### 2作目の隠しキャラクター
プライド・フォッカー
性別は男。フォッカーの父親。たまにアイテムショップにも出てきたりする。アイテムを与える時もあるが、プレイヤーからアイテムとお金を持ち去ることもある。
変身すると黒い体のマフラーを身に着けている変身後フォッカーの姿になる。
メル
性別は女。家庭用限定キャラクター。アイテムショップの店員で、アイテムを売ったり合成する。
変身すると姿は変わらず背中に翼が付く。

### 2作目のボスキャラクター
ファラオウォーカー
中ボス。何人もの古代人によって操縦されている巨大なロボット。ファラオのような顔をしている。レーザーや踏み付けなどで攻撃を仕掛けてくる。
Dr.エロード
性別は男。カオス・エリアに登場する最終ボス。「腐敗の帝王」の名を持つ科学者。謎の浮遊城の主で、戦士たちを捕らえた。パワーストーンを取り込んだせいか肌も緑色に変色しているうえに、巨大な姿で登場する。ハエを使役したり、吐瀉物を吐くなど、様々な汚い攻撃を使う。

## 声優
エンディングのキャストロールより。役名表記はなし。
『1』『2』共通
相田さやか、秋元羊介、小杉十郎太、高木渉、ATSUSHI TANAKA、橘ひかり、玉川砂記子、堀川りょう
『1』のみ
青野武、菅原正志
『2』のみ
石田彰、大友龍三郎、喜田あゆ美、チャールズ・グラバー、瀧本富士子

## スタッフ
パワーストーン
- ディレクター：中江竜也、伊津野英昭
- プランナー：TAKESHI SHIMONO、TOMOAKI TSUJI、KOJI SHIMIZU
- プログラミング：石川善行、OKAGAWA YUKIKAZE、松下正和、横田等、瀬田宗治、MOTSU、廣門輝明、KAW・TLD（川瀬学）
- オマケゲーム：OMAKE NO1、OMAKE NO2
- モデリングデザイン：MASAO SAKURAI、坪田聡美、BAN、S・SAKASHITA（坂下眞司）、YUESUKE（山本祐介）、高坂隆之、SYUUHEI（黒瀬修平）、YACCOYS・DEKAO、HUANGCHENG（木下晃城）、渡辺恵美子
- モーションデザイン：甲斐秀敏、北村真也、白浜恒紀、H.TSURU（鶴光樹）、福島直樹、MASAYUKI MAEDA 03（前田成之）、N.FUJISAWA（藤沢直紀）、KAKO、谷田仁子、山根陽子
- ステージデザイン：SHINYA KUWAJIMA!!（桑島慎也）、藤原崇、SARU、GORO SUZUKI 1998（鈴木吾郎）、山本行史、久城憲二、AKIO KAMIJI
- エフェクトデザイン：DAISUKE、YOSHIO、KOJI・SUGIMINE
- ミュージックコンポーザー：柴田徹也
- サウンドエンジニア：鉢迫渉、大野博司
- ミキシングエンジニア：瀧本和也
- キャラクターデザイン：AKIMAN（あきまん）、HIDEKI
- オリジナルアートワーク：WSU（BENGUS）
- タイトルロゴデザイン：SHOEI（岡野正衛）
- インストラクションカード：SAKOMIZU（迫水新一郎）、TOGATTI
- スペシャルサンクス：SHIN.（上山真一）、TOM SHIRAIWA、MANATIE、H.WATANABE、STEVE LEE、MIKKY、ERIK SUZUKI、DAN OKADA、CHRIS TANG、HIROSHI TERADA
- プロデューサー：手塚武
- ゼネラルプロデューサー：船水紀孝
- エグゼクティブプロデューサー：岡本吉起

パワーストーン2
- ディレクター：伊津野英昭
- プランナー：佐々木栄一郎、NAKANO TAU MASAHIRO（中野正弘）、KOJI SHIMIZU、TAKECHAN（谷口岳史）
- プログラミング：松下正和、石川善行、OKAGAWA YUKIKAZE、横田等、MIKKY、OMAKE 3、SNOR、K.AKIYAMA（秋山幸平）、上野智弘、BATAYON、三上陽司、KOBUTA、M&Y.INADA INE（稲田義信）
- チームサーバーサイド：KAZU YUNDE（弓手一良）、野田峰幸、金子賢太郎
- オブジェクトモデルチーム：MASAO SAKURAI、坪田聡美、SAORI BANDO
- モーションデザイン：甲斐秀敏、北村真也、白浜恒紀
- モーションキャプチャーチーム：福島直樹、宮本慎弥、近藤正規、HR TSURU（鶴光樹）、YUGEN（祐源宏史）、山中雅貴
- アイテム＆エフェクト：Koji 315、TAKAAKI ISHIZUKA
- アートデザイン：桑島慎也、GORO SUZUKI 1999（鈴木吾郎）、.KANNO.、RYO UNO、SARU、栗山立慎
- ミュージックコンポーザー：柴田徹也
- サウンドエンジニア：鉢迫渉、梅津雅義、大野博司
- ミキシングエンジニア：瀧本和也
- キャラクターデザイン：AKIMAN（あきまん）、HIDEKI
- オリジナルアートワーク：WSU（BENGUS）
- タイトルロゴデザイン：SHOEI（岡野正衛）
- インストラクションカード：SAKOMIZU（迫水新一郎）、M.RU、N.KATOH
- スペシャルサンクス：SHIN.（上山真一）、手塚武、TOM SHIRAIWA、村田治生、DAISUKE,、MOTSU、蔵元久志、HYPER SHINCHAN（山崎慎一郎）、MANATIE、H.WATANABE、瀬田宗治、HIRONORI、KEIKO HARAKAWA、YOSHIMI SAWADA、大貫英樹、ERIK SUZUKI、DAN OKADA、CHRIS TANG
- プロデューサー：須藤克洋
- ゼネラルプロデューサー：船水紀孝
- エグゼクティブプロデューサー：岡本吉起

## 関連商品
攻略本
いずれもドリームキャスト版の攻略本。
- 『パワーストーン 完全攻略ガイド』講談社、1999年3月26日発行。
- 『パワーストーン公式ガイドブック』アスペクト、1999年4月14日発行。

CD
- 『パワーストーン オリジナル・サウンドトラック』セルピュータ、1999年3月20日発売。

## 他作品における登場
- SNK VS. CAPCOM 激突カードファイターズシリーズ（トレーディングカードゲーム版も含む）
  - 1作目と2作目にエドワード・フォッカー、あやめ、ワンタン、ルージュ、竜馬がキャラクターカードとして登場している（『SNK VS. CAPCOM カードファイターズDS』には登場していない）。
- ULTIMATE MARVEL VS. CAPCOM 3
  - エドワード・フォッカーがサポートカードとして登場している。

## テレビアニメ
TBS系で1999年4月3日から同年9月25日まで土曜日午後5時30分から放送された。全26話。設定や世界観がゲームとは一部異なっている。バンダイビジュアルよりDVD版が発売された。

### アニメ版オリジナルキャラクター
ジェーン
フォッカーの母親。
アポルス
フォッカー家の執事。新聞売りだった頃、プライドと出会い、フォッカー家の執事に見いだされた。
フォッカーに家業を継いでもらうべく付き纏い、フォッカーからは「しつこいぞ!」と言われる度に「それが私の取り柄でございますから!」と返す。
一度だけ、赤色のパワーストーンの力でドン・キホーテを彷彿とさせる騎士の姿に変身したことがある。
パワードライブ、パワーフュージョン
- トリエデスアタック
- ボッチャマグマ

キャッシー
フォッカーの婚約者として登場。実はクラーケンの仲間だったが、改心してフォッカー家のメイドになる。後にガンロックと結婚する。
菊之丞
あやめの兄で、妹想いの女形。フォッカーのことが大好き。
夢太郎
あやめの祖父。
玉四郎
あやめの父。
大菊
あやめの母。肝っ玉系。
ジネス
ソイルタウンの保安官。実はクラーケンの仲間。
サハヤ
ガルーダの妹。優しい少女。
リリカ
ダルズタウンの族長の娘。後にガルーダと結婚する。
オクト&パスー
クラーケンの側近を務める巨漢と痩せ男の2人組。
2人の名前をくっつけると「オクトパス（タコ）」になる。
ガーナ
ルージュの師。火島の聖者。
ネロス
ルージュと同じくガーナの弟子。

### キャスト
ゲームとは一部を除き声優が異なっている。
- フォッカー - 小野坂昌也
- 竜馬 - 岩田光央
- ルージュ - 永田亮子
- あやめ - 川上とも子
- ワンタン - 緒方恵美
- ガンロック - 梁田清之
- ガルーダ - 木村雅史
- アポルス - 緒方賢一
- ジェーン - 水谷優子
- キャッシー - 白鳥由里
- ジャック、菊ノ丞 - 高木渉
- クラーケン、夢太郎 - 岡和男
- 玉四郎 - 尾形雅宏
- 大菊 - 水谷ケイコ
- ジネス - 大友龍三郎
- サハヤ - 増田ゆき
- リリカ - 田中潤
- オクト - 大川透
- パスー - 西村朋紘
- ヴァルガス、ネロス - 大塚明夫
- プライド、ナレーション - 小杉十郎太

### スタッフ（アニメ）
- 原作 - CAPCOM
- スーパーバイザー - 稲船敬二
- 企画プロデューサー - 源生哲雄、布川郁司
- 監督 - 大森貴弘
- シリーズ構成 - 富田祐弘
- キャラクターデザイン - 志田ただし
- メインアニメーター - 北山真理
- 美術監督 - 三浦智
- カラーデザイン - 海鋒重信
- 撮影監督 - 沖野雅英
- 編集 - 関一彦
- 音楽 - 菊地圭介
- 音響監督 - 亀山俊樹
- プロデューサー - 坂本香、深草礼子
- 製作協力 - avex entertainment
- 製作 - TBS、ぴえろ

### 主題歌

#### オープニングテーマ
「Rise in my heart」（第1話 - 第14話）
作詞 - 海老根祐子 / 作曲・編曲 - GROOVE SURFERS / 歌 - Aya & Chika from D&D
「明日にとどけ」（第15話 - 第26話）
作詞・作曲・歌 - Like Uncolored Velvet / 編曲 - 明石昌夫、Like Uncolored Velvet

#### エンディングテーマ
「かわいいんじゃない?」（第1話 - 第14話）
作詞・作曲・編曲 - PIPELINE PROJECT / 歌 - MISSION
「be alright」（第15話 - 第26話）
歌・作詞 - 天方直実 / 作曲・編曲 - 久保こーじ

### 各話リスト
| 話 | 放送日        | サブタイトル         | 脚本     | 絵コンテ       | 演出       | 作画監督          |
| -- | ------------- | -------------------- | -------- | -------------- | ---------- | ----------------- |
| 1  | 1999年 4月3日 | 活劇! 秘石の謎       | 富田祐弘 | 大森貴弘       | 渡辺健一郎 | 志田ただし        |
| 2  | 4月10日       | 風を切る影の軍団     | 横山雅志 | 高田淳         | 高田淳     | 南伸一郎          |
| 3  | 4月17日       | 燃えるサムライ魂     | 大橋志吉 | 竹下健一       | 竹下健一   | もりやまゆうじ    |
| 4  | 4月24日       | 恐怖を呼ぶ幽霊船     | 荒木憲一 | 安田賢司       | 安田賢司   | 三浦和也          |
| 5  | 5月1日        | 女の子は怖いぞ〜     | 富田祐弘 | 松本淳         | 松本淳     | 本橋秀之          |
| 6  | 5月8日        | もうひとつの魔石     | 横山雅志 | 石原立也       | 石原立也   | 米田光良          |
| 7  | 5月15日       | 眠眠山の荒修行       | 大橋志吉 | 高田淳         | 渡辺健一郎 | 南伸一郎          |
| 8  | 5月22日       | 強敵! クラーケン     | 荒木憲一 | 安田賢司       | 安田賢司   | 井田大            |
| 9  | 5月29日       | 黒水晶の野望         | 富田祐弘 | 高田淳         | 高田淳     | 志田ただし        |
| 10 | 6月5日        | 夢で見た赤い月       | 大橋志吉 | 梅庵           | 山本寛     | 米田光良          |
| 11 | 6月12日       | ゴールドラッシュ!    | 横山雅志 | 綴爆           | 山下和弘   | 龍青三            |
| 12 | 6月19日       | 魔の山の大脱出       | 荒木憲一 | 坂本郷         | 村田雅彦   | 本橋秀之          |
| 13 | 6月26日       | いざ! 助太刀ぜよ!    | 大橋志吉 | 松本淳         | 松本淳     | もりやまゆうじ    |
| 14 | 7月3日        | 大江戸は大騒ぎ       | 横山雅志 | 石原立也       | 石原立也   | 米田光良          |
| 15 | 7月10日       | 雨を呼ぶ女忍者       | 富田祐弘 | 梅庵           | 島美子     | 池田和美          |
| 16 | 7月17日       | ジャックの秘密       | 荒木憲一 | 鈴木利正       | 岡嶋国敏   | 井田大            |
| 17 | 7月24日       | 遥かなる聖地         | 大橋志吉 | しぎのあきら   | 池端たかし | 龍青三            |
| 18 | 7月31日       | 明日に向かって走れ!  | 富田祐弘 | 山本寛         | 山本寛     | 米田光良          |
| 19 | 8月7日        | 豪華客船危機一髪     | 横山雅志 | 河原ゆうじ     | 渡辺健一郎 | もりやまゆうじ    |
| 20 | 8月14日       | 倒せ! クラーケン     | 大橋志吉 | 駒井一也       | 駒井一也   | 東中野三郎        |
| 21 | 8月21日       | ヴァルガスの約束     | 荒木憲一 | 殿勝秀樹       | 池端たかし | 志田ただし        |
| 22 | 8月28日       | フォッカー家の一大事 | 富田祐弘 | 石原立也       | 石原立也   | 米田光良          |
| 23 | 9月4日        | 魔石を追って         | 横山雅志 | 松本淳         | 松本淳     | 南伸一郎          |
| 24 | 9月11日       | 集え! 勇者たち!      | 荒木憲一 | 梅庵           | 梅庵       | 武本康弘 池田和美 |
| 25 | 9月18日       | 戦いの地             | 大橋志吉 | もりやまゆうじ | 渡辺健一郎 | 志田ただし        |
| 26 | 9月25日       | 約束の丘             | 富田祐弘 | 梅庵           | 石原立也   | 米田光良          |

### 放送局
遅れネット局は個別に提示されているものを除き1999年9月時点のネット局を記載する。
同時ネット
- TBS
- 北海道放送

遅れネット
- 信越放送（土曜 5:30 - 6:00）
- チューリップテレビ（水曜 16:27 - 16:55、放送期間 1999年4月28日 - 10月20日）
- 中部日本放送（土曜 7:00 - 7:30）
- 毎日放送（日曜未明（土曜深夜）『アニメシャワー』枠内にて放送）
- あいテレビ（日曜 16:55 - 17:25→1999年10月2日以降は土曜 6:00 - 6:30）
- テレビ高知（木曜 16:00 - 16:30）
- 宮崎放送（月曜 - 金曜 5:30 - 6:00、2000年10月20日から放送）
- 琉球放送（日曜 6:00 - 6:30）

## 漫画
『コミックボンボン』で1999年4月号から9月号まで連載。作者は出月こーじ。全6話。単行本全1巻。
フォッカーが少年として描かれており、ジャック、ガンロック、ガルーダは本作には登場していない。アニメ版同様にフォッカーとヴァルガスの戦いで締めくくられるが、フォッカーの最終変身がヴァルガスに砕かれたパワーストーンの欠片から作り出されたものとなっており、両者が激突したシーンで幕を閉じている。